# Drzewoszka deszczowa
Drzewoszka deszczowa (Ybyrapora gamba) – gatunek pająka z rodziny ptasznikowatych i podrodziny Aviculariinae. 

## Taksonomia
Gatunek ten opisany został po raz pierwszy w 2009 roku przez Rogéria Bertaniego i Caroline Sayuri Fukushimę pod nazwą Avicularia gamba. Jako miejsce typowe wskazano Elísio Medrado w Brazylii. W 2017 Fukushima i Bertani dokonali analizy kladystycznej, na podstawie której sklasyfikowali go w nowym rodzaju Ybyrapora.

## Morfologia

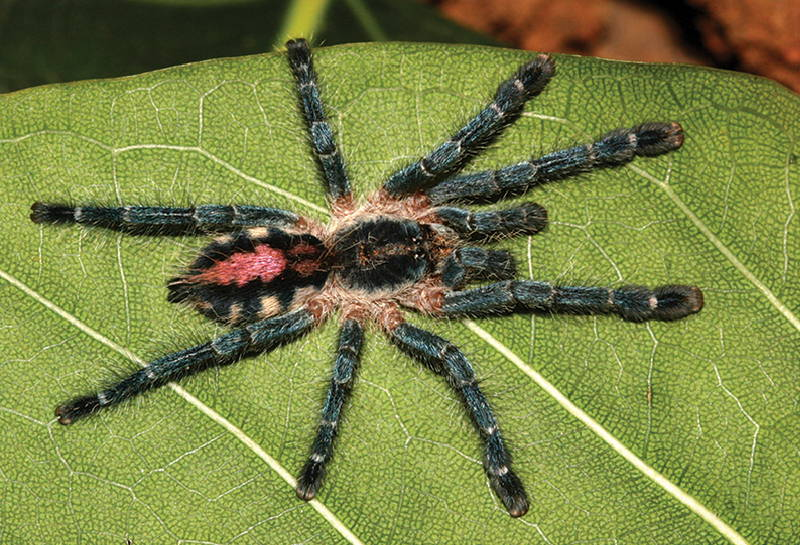
Młodociany Y. gamba

Pająki te osiągają niewielkie jak na ptaszniki rozmiary. Długość prosomy dochodzi do około 7,5 mm, a długość opistosomy do około 9 mm u samic i około 8 mm u samców. Z kolei rozpiętość odnóży dochodzi do około 10 cm. Ubarwienie zmienia się w trakcie rozwoju osobniczego. Stadia najmłodsze są metalicznie zielone z ciemnozielonym środkiem karapaksu, ciemnozielonym pasem o zygzakowatych brzegach wzdłuż wierzchu opistosomy (odwłoka), pośrodku którego leży żółtawozielona plama podłużna oraz z trzema słabo odgraniczonymi, ciemnozielonymi przepaskami poprzecznymi po bokach opistosomy, łączącymi się ze wspomnianym pasem podłużnym. Później barwa środka karapaksu i pasów na opistosomie ciemnieje, podłużna plama pośrodku wierzchu opistosomy staje się żółtobrązowa, a na przedniej części pasa podłużnego pojawia się para mniejszych kropek. Kolejne stadia młodociane mają wspomniany wzór zielononiebieski, a na bokach karapaksu i biodrach pojawiają się jasnobrązowe włoski. U najstarszych stadiów młodocianych pas podłużny i pasy poprzeczne na opistosomie są czarne, a ten pierwszy ma trzy czerwone kropki. Wzór ten zachowuje się u dorosłych samic, które ponadto zyskują różowawy lub niebieskawy połysk na jasnobrązowym owłosieniu odnóży i nogogłaszczków. U dorosłych samców karapaks jest ciemnobrązowy, opistosoma jasnobrązowa z pomarańczowymi włoskami i jaskrawoczerwonym paskiem podłużnym pośrodku grzbietu, a odnóża jasnobrązowe z pomarańczowymi paskami pośrodku wszystkich stóp; jasnobrązowe włoski na odnóżach i karapaksie, podobnie jak u samicy, mają różowawy lub niebieskawy połysk.
Prosoma ma nieco dłuższy niż szeroki karapaks pokryty krótkimi szczecinkami i wmieszanymi w nie, rozproszonymi szczecinkami dłuższymi. Część głowowa jest umiarkowanie wyniesiona. Ośmioro oczu ustawionych jest w dwóch rzędach na szerszym niż dłuższym i nieco wyniesionym wzgórku ocznym. Oczy przednio-boczne leżą bardziej z przodu niż przednio-środkowe, a oczy tylno-boczne bardziej z tyłu niż tylno-środkowe. Nadustek nie występuje. Szczękoczułki pozbawione są szeregu sztywnych szczecin (rastellum), w części odsiebnej mają po 9–10 par zębów, a na krawędzi przedniej szereg drobnych ząbków. Dłuższe niż szerokie sternum swym ostro kanciastym wierzchołkiem tylnym nie rozdziela ostatniej pary bioder. Kolejność par odnóży od najdłuższej do najkrótszej to I, IV, II, III. Stopy mają maczugowate trichobotria w odsiebnych ⅔ swej długości. Skopule u samca występują na całych stopach dwóch pierwszych par, odsiebnych 4/5 długości dwóch początkowych par nadstopi, odsiebnych ⅔ długości trzeciej pary nadstopi i odsiebnej ⅓ długości nadstopi czwartej pary. Skopule u samicy na całych stopach trzech pierwszych par, odsiebnej połowy długości trzeciej pary nadstopi i odsiebnej ćwiartce długości nadstopi czwartej pary.
Nogogłaszczki samca mają prawie trójkątne cymbium o podobnych rozmiarów płatach, z których prolateralny jest trójkątny, a retrolateralny pozbawiony wyrostka. Kulisty bulbus ma niewielkie subtegulum i pozbawione guzka tegulum. Około 3,5-krotnie dłuższy od tegulum embolus jest niespłaszczony, pozbawiony kilów, w części dosiebnej lekko zakrzywiony, w części środkowej ustawiony pod rozwartym kątem względem krawędzi tegulum, w części odsiebnej cienki i ścięty u szczytu.
Genitalia samicy odznaczają się obecnością pary całkowicie oddzielonych, długich, niezesklerotyzowanych, nieposkręcanych spermatek, będących pośrodku odgiętymi dozewnętrznie i tam tak szerokimi jak u nasady. Wierzchołki spermatek nie sięgają ich podstawy i pozbawione są płatów.

## Ekologia, występowanie i zagrożenie
Gatunek neotropikalny, endemiczny dla południowej części brazylijskiego stanu Bahia, związany ściśle z lasami deszczowymi formacji Mata Atlântica. Znany jest tylko z miejsca typowego w  Elísio Medrado. Objęte jest ono ochroną częściową w ramach rezerwatu przyrody Jequitibá. Brak jest szczegółowych danych o jego populacji – gatunek ten znany jest nauce z kilku zaledwie okazów. Przypuszczalnie zasięg geograficzny gatunku był pierwotnie większy i zmniejszył się znacząco w związku z gwałtowną i intensywną deforestacją tego regionu. Tylko do 2009 obszar lasów atlantyckich w stanie Bahia skurczył się aż o 92,74%.
Ptasznik ten pędzi głównie nadrzewny tryb życia. Swe oprzędy buduje między złączonymi przędzą liśćmi na wysokości od kilku cm do kilku metrów nad poziomem gruntu. Oprzędy bywają lokalizowane na różnych roślinach, w tym nawet na trawach.
Ze względu na niszczenie siedliska, niewielki zasięg oraz potencjalną możliwość jego pozyskiwania do celu handlu na rynku terrarystycznym badacze od 2009 roku postulują umieszczenie tego gatunku w załączniku CITES oraz w Czerwonej księdze gatunków zagrożonych Międzynarodowej Unii Ochrony Przyrody.